# Ventarola (araldica)
Ventarola è un termine utilizzato in araldica per indicare l'elemento girevole sui comignoli degli edifici che col suo volgersi a tutti i venti ne indica la direzione. Quindi meglio a ventarola (girouetté) che banderuolato.

Torre con ventarola (Territorio di Belfort, Francia)
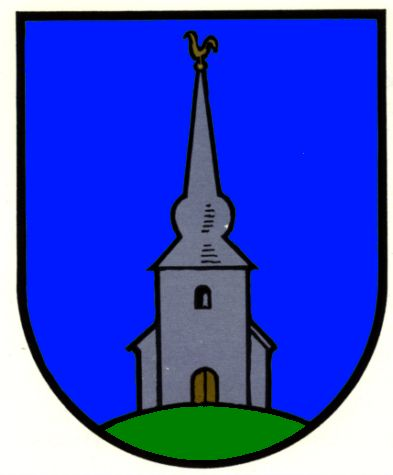
Campanile con ventarola a forma di gallo (Cappel, Germania)